# Liviu Librescu
Liviu Librescu (hebreo: ליביו ליברסקו; Ploieşti, Rumania, 18 de agosto de 1930-Blacksburg, Virginia, Estados Unidos, 16 de abril de 2007) fue un científico rumano-estadounidense, cuyos campos de investigación principales eran la aeroelasticidad y la aerodinámica, fue uno de los 5 profesores asesinados durante la masacre del Virginia Tech del 2007.
Fue superviviente del Holocausto, y a mediados de los años 1970 emigró a Israel por la intervención personal del primer ministro Menahem Begin. Recibió el premio Traian Vuia de la Academia Rumana en 1972. En 1984 viajó a los Estados Unidos para pasar un año sabático, pero terminó radicándose en ese país.
En 2007 era profesor de Ciencias de la Ingeniería y Mecánica en el Instituto Politécnico y Universidad Estatal de Virginia. Falleció durante la Masacre de Virginia Tech, siendo asesinado a tiros mientras sostenía la puerta, impidiendo la entrada del asesino Seung-Hui Cho a la sala de conferencias, para que sus estudiantes escaparan por las ventanas. Por ello, recibió de forma póstuma la Orden de la Estrella de Rumania.

## Publicaciones
Entre los libros de autoría de Librescu están:
- Librescu, Liviu; Ohseop Song (2006). Thin-walled composite beams: Theory and Application (en inglés). Dordrecht, Países Bajos: Springer. ISBN 978-1-4020-3457-2. OCLC 62363828.
- Cederbaum, G.; Elishakoff, I; Aboudi, J.; Librescu, L. (1992). Random Vibrations and Reliability of Composite Structures (en inglés). Lancaster-Basel: Technomic Publishing Co.
- Librescu, Liviu (1976). Elastostatics and Kinetics of Anisotropic and Heterogeneous Shell-Type Structures (en inglés). Leiden: Noordhoff International. ISBN 978-90-286-0035-5. OCLC 2092328.
- Librescu, Liviu (1969). Statica şi dinamica structurilor elastice anizotrope şi eterogene (en rumano). Bucarest: Editura Academiei Republicii Socialiste România. OCLC 17866878.